# Jessamyn Rodriguez
Pour les articles homonymes, voir Rodríguez.
Jessamyn Waldman Rodriguez, née en 1976, est une entrepreneure sociale américano-canadienne. Elle est la fondatrice et la Directrice générale de Hot Bread Kitchen, une boulangerie située à East Harlem,dans l'État de New York, qui est aussi un organisme de formation professionnel, dans la panification et la boulangerie, pour les femmes et les immigrants issus de minorités à faible revenu. Le projet a donné naissance à  HBK Incubates, un incubateur et un service de soutien aux entrepreneurs dans le domaine culinaire.

## Biographie
Jessamyn Waldman est née dans une famille juive de Kingston, en Ontario, au Canada, et a grandi à Toronto. Ses deux parents sont enseignants. Son grand-père, un immigrant en provenance de Russie, était le propriétaire de la boulangerie Perlmutter, à Toronto.
Elle étudie à l'Université de la Colombie-Britannique (UBC), passe une année à l'étranger à Santiago, au Chili, et est également enseignante de droits de l'homme et d'éducation à la santé, à Guatemala durant quatre mois. Elle est diplômée de l'UBC en Études de l'Amérique Latine et Beaux-Arts. Elle poursuit ensuite des études supérieures en administration publique à l'Université de Columbia, se spécialisant dans la politique de l'immigration et des droits de l'homme, jusqu'en 2004. Simultanément, elle contracte comme chercheuse dans la Division de la Population de l'organisation des Nations Unies, Département des Affaires Économiques et Sociales, et travaille pendant un an à Toronto pour le Ministère Canadien des Affaires Étrangères. Elle travaille ensuite dans les domaines de la politique publique, la politique de l'immigration et des droits de l'homme pour les Nations Unies et pour des ONG, y compris un travail comme consultant auprès de l'Organisation des Nations unies pour le Développement Programme au Costa Rica.
Après ce premier parcours dans des organismes de politique publique, elle commence à enseigner dans une école primaire bilingue (espagnol / anglais) à Sunset Park, Brooklyn. En 2005, elle est nommée directrice de la programmation des droits de l'homme à la School for Human Rights de  Brooklyn. Elle et son mari, Eli Rodriguez, ont deux enfants. Ils résident au Upper West Side à Manhattan.
Elle a l'idée de démarrer une entreprise sociale basée sur la fabrication du pain vers 2000. En 2006, elle s'inscrit à La New School, où elle obtient un Master Baker Certificat. Elle fait ensuite son apprentissage dans la cuisine à pain de Daniel, un restaurant tenu et exploité par le célèbre chef français Daniel Boulud. Elle est la première femme boulangère embauchée par le restaurant.
En 2007, elle fonde Hot Bread Kitchen, une entreprise sociale à but non lucratif, pour enseigner la fabrication du pain et de l'emploi, et permettent à des femmes ou à des immigrants issus de minorités à faibles revenus de trouver un emploi,. Commencée dans sa propre cuisine, dans le quartier de Boerum Hill à Brooklyn, un quartier de Brooklyn, cette activité emménage ensuite dans un espace à louer à temps partiel au Long Island Artisan Baking Centre et en 2010 au marché La Marqueta à East Harlem. Le projet forme à produire divers types de pains, y compris des tortillas de maïs mexicaines, les lavash ou craquelins arméniens, les focaccia et ciabatta italiennes, les msemen marocaines, les nan-e barbari persans, etc.,,. En 2012, Hot Bread Kitchen a 40 grossistes. En 2012, l'organisme produit  25 variétés de pain, 75 en 2016. De nombreux produits sont basés sur des recettes traditionnelles et ethniques apportées par les stagiaires eux-mêmes.
En 2010, Hot Bread Kitchen ouvre HBK Incubates, un incubateur d'entreprises qui aide les entrepreneurs dans leurs projets après la formation. Cet incubateur leur fait disposer d'un espace de travail, à des coûts de location intéressants, et de conseils marketing..
En 2015 Rodriguez publiéThe Hot Bread Kitchen Cookbook, sur la fabrication domestique de pain, mettant en exergue des recettes et des conseils de boulangers. Il comprendaussi des recettes de plats et un chapitre sur la réutilisation des restes.

## Prix et distinctions (sélection)
En 2013, elle est la lauréate du Global Citizen Award de la Fondation Clinton.En 2014, elle reçoit le Celebrating Women Award de la New York Women's Foundation En 2015, elle s'est classée 18e dans le magazine Fortune, dans la liste des 20 Plus Innovantes Femmes les femmes les plus innjovantes dans le domaine alimentaire.

## Publication
- The Hot Bread Kitchen Cookbook : Artisanal Baking from Around the World, Potter/TenSpeed/Harmony, 2015, 304 p. (ISBN 978-0-8041-8618-6 et 0-8041-8618-9, lire en ligne) (en collaboration avec Julia Turshen)